# Volchonka
Volchonka (Russisch: Волхонка) is een gepland station van de Kalininsko-Solntsevskaja-lijn van de Moskouse metro. De oplevering was gepland in 2020 maar begin 2018 is het sluitstuk van de lijn onder binnenstad de kaart van het metrobedrijf verdwenen. Het station is nog wel in het bouwprogramma tot 2023 van de stad Moskou opgenomen.

## Geschiedenis
Al in 1934 bestonden er plannen voor een oost-west route ten zuiden van het Kremlin. Destijds vlak langs de muren van het Kremlin maar eind jaren zestig van de twintigste eeuw werd een traject ten zuiden van de Moskva gekozen met Tretjakovskaja als voorlopig eindpunt in het centrum. Voor een verdere verlenging naar het westen werden verschillende routes overwogen. Pas in 2010 kwam er een concrete uitwerking en het hoofd van de Moskouse metro gebruikte tijdens een vraaggesprek de naam Ostozjenka voor het station. Die naam verwijst naar de straat die van de Christus Verlosserkathedraal naar het zuiden loopt waarmee zich ook de beoogde route via Kropotkinskaja aftekende. In de zomer van 2011 werd het traject Delovoj Tsentr – Tretjakovskaja als sluitstuk van de oost-westlijn, in de metroplanning opgenomen.

## Voorbereiding
In januari 2012 verscheen het stationsproject op de site van ontwerpbureau Metrogiprotrans. In februari 2012 werd gestart met geodetisch onderzoek rond de beoogde stationslocatie. Op 29 januari 2014 werd de ligging van de verdeelhal onder het Presjistenskivorotplein bepaald. In juni 2014 begon de sloop van o.a. Het café Sjokoladnietsa om plaats te maken voor de overstaptunnels naar Kropotkinskaja. De bouw van het station zelf was in februari 2017 nog niet begonnen maar in augustus werd aangekondigd dat de bouw van de tunnels en de stations eind 2021/begin 2022 van start zou gaan. Op 13 maart 2019 zei de Moskouse burgemeester, Sergei Sobjanin, echter tijdens een vraaggesprek met TV zender TVC dat er geen plannen zijn voor de aanleg van het sluitstuk, zodat een realisatie binnen afzienbare tijd niet te verwachten valt.

## Ontwerp
De drie stations van het sluitstuk zijn allemaal een pylonenstations van hetzelfde basisontwerp. Dit kent een zwart en goud kleurenschema en perrondeuren, de details verschillen per station. De architecten wilden hier een middenhal in de vorm van een tentoonstellingshal als verwijzing naar het nabij gelegen Poesjkinmuseum aan de Volchonkastraat. Het idee kreeg de steun van Irina Antanova, destijds directrice van het museum, die het verzoek bij de burgemeester van Moskou indiende. Volgens het ontwerp worden replica's van museumstukken, beelden en schilderijen, in de middenhal geplaatst. Eveneens zijn er perrondeuren voorzien, maar die zijn in de praktijk evenmin aangebracht bij de inmiddels gebouwde stations van de Solntsevo-radius hoewel ze daar voorzien waren.